# Gay Head/Aquinnah Town Center Historic District
Der Gay Head/Aquinnah Town Center Historic District ist ein ca. 7 Acres (2,8 ha) umfassender Historic District in Aquinnah auf Martha’s Vineyard im Bundesstaat Massachusetts der Vereinigten Staaten. Er wurde 1999 in das National Register of Historic Places eingetragen und beinhaltet sechs Gebäude sowie zwei Denkmäler als sogenannte Contributing Properties.

## Beschreibung des Distrikts
Der als Historic District eingetragene Bereich erstreckt sich annähernd T-förmig entlang der South Road bzw. Church Street und befindet sich in etwa im geografischen Zentrum der Stadt Aquinnah (bis 1997 Gay Head) am westlichen Ende der Insel Martha’s Vineyard. Die Stadt ist die kleinste der sechs Gemeinden auf der Insel. Zum Distrikt gehören sechs Gebäude sowie zwei Denkmäler des Ersten Weltkriegs, während zwei weitere, wesentlich jüngere Gebäude als noncontributing properties eingetragen wurden.
Der Distrikt repräsentiert die Anstrengungen in den Bereichen Religion und Ausbildung im damaligen Gay Head in der Mitte des 19. Jahrhunderts. Die Gebäude ähneln sich im Hinblick auf Größe, Baumaterial und Design. Sie verfügen über ein bis eineinhalb Stockwerke, wurden aus Holz errichtet und weisen Merkmale der Architekturstile Greek Revival und Arts and Crafts auf.

### Contributing Properties

#### Gemeindezentrum
Das 1929 im Stil des Arts and Crafts errichtete Gemeindezentrum (englisch Gay Head Town Hall/Community Center) befindet sich an der South Road und ist ein rechteckiges, einstöckiges Gebäude. Es steht auf einem Betonfundament und ist mit Holzschindeln verkleidet. Die Dachsparren ragen unter dem Giebeldach hervor, der Eingang an der Südseite verfügt über ein Vestibül, und die hölzernen Schiebefenster sind in zwei mal sechs einzeln gerahmte Gläser unterteilt. Es ist optisch durch Fußwege, eine hölzerne Pergola und Fahrwege mit dem östlich gelegenen Bürogebäude der Stadtverwaltung verbunden.
Am nördlichen Ende der Westseite schließt sich ein einstöckiger Anbau mit Giebeldach an, der ebenfalls auf einem Betonfundament steht. An der Außenseite seiner nördlichen Wand befindet sich ein gemauerter Kamin. An der Westseite wurde Mitte des 20. Jahrhunderts ein weiterer, niedrigerer Anbau hinzugefügt. Auf der Nord- bzw. Rückseite des Gebäudes befindet sich ein dritter, ebenfalls einstöckiger Anbau mit Pultdach. Am Nordende der Ostseite des Gebäudes wurde ein weiterer einstöckiger Anbau hinzugefügt, der heute die örtliche Polizeiwache beherbergt.

#### Schule/Bibliothek
An der Kreuzung zwischen South Road und Church Street steht die im Stil des Greek Revival gehaltene Gay Head School, die seit 1975 zugleich die örtliche öffentliche Bibliothek beherbergt. Das Gebäude wurde 1844 errichtet und 1878 an seinen heutigen Standort versetzt. Es ist einstöckig, verfügt über ein Giebeldach und ruht auf einem Granitfundament. Die Schule ist bis heute die einzige in Gay Head und ein typisches Beispiel für den Unterricht aller Altersstufen in nur einem Raum, der Mitte des 19. Jahrhunderts im gesamten Bundesstaat verbreitet war.
Der ehemalige, heute nicht mehr in Benutzung befindliche Haupteingang befindet sich auf der Nordseite des Gebäudes und verfügt über ein Vestibül mit Walmdach, das über Betonstufen hinauf zu den Holztüren führt. Ein zweiter Eingang befindet sich auf der Südseite und ist über Betonstufen zugänglich. Das Gebäude ist von außen mit Holzschindeln verkleidet, während das Dach mit Asphalt gedeckt ist. Im Inneren besteht die Schule aus einem größeren Hauptraum, einem kleinen, ehemals als Wasch und heute als Computerraum genutzten Nebenraum und dem Eingangsbereich.

#### Ehem. Postgebäude
Das ehemalige, in den 1920er Jahren errichtete Postgebäude steht an der South Road, ist von ihr jedoch 30 ft (9,1 m) zurückgesetzt. Es ist einstöckig, nahezu quadratisch im Grundriss und verfügt über ein Pultdach. Das Gebäude wurde auf ein Holzfundament gesetzt und auf drei Seiten mit Holzschindeln verkleidet, während die Rückseite mit Holzbrettern verkleidet ist.

#### Baptistenkirche
Etwas abseits der Church Street steht die 1850 errichtete und 1907 an ihren heutigen Standort versetzte Gay Head Community Baptist Church. Die rechteckige, eineinhalb Stockwerke hohe Baptistenkirche ist das einzige noch existierende Kirchenbauwerk in Gay Head. Es wurde im Stil des Greek Revival aus Holz auf einem Granitfundament errichtet und Mitte des 20. Jahrhunderts modifiziert. Der ursprünglich quadratische Glockenturm auf der Südseite des Gebäudes wurde bei einem Sturm zerstört und im 20. Jahrhundert ersetzt. Der Haupteingang befindet sich im Glockenturm und besteht aus einer einfachen Holztür.

#### Plumpsklo
Nordöstlich der Kirche befindet sich ein einstöckiges, mit vertikalen Holzbrettern verkleidetes Plumpsklo, das heute nicht mehr benutzt wird und teilweise von Sträuchern und Bäumen überwuchert ist. 1998 wurden in der Kirche moderne Sanitäranlagen installiert.

#### Pfarrhaus
Das 1856 errichtete und 1907 an seinen heutigen Standort versetzte Pfarrhaus steht an der Church Street. Es wurde aus Holz auf einem Steinfundament gebaut, ist eineinhalb Stockwerke hoch, im Stil des Greek Revival gehalten und von außen mit Holzschindeln verkleidet, während das Dach mit Schindeln aus Asphalt gedeckt ist. Der Haupteingang befindet sich an der Ostseite des Gebäudes. An der rückwärtigen Südseite wurde ein einstöckiger Anbau hinzugefügt.

#### Denkmale
An der Vorderseite des Gemeindezentrums befinden sich zwei Denkmale, die ebenfalls in das NRHP eingetragen wurden. Das westliche Monument wurde vom Gouverneur Samuel W. McCall sowie von der Zeitung The Boston Post gestiftet und besteht aus einem etwa 3 ft (0,9 m) hohen Stein mit einer Bronzeplakette, die auf den 6. April 1918 datiert ist. Es handelt sich um eine Anerkennung dafür, dass die Stadt Gay Head im Verhältnis zu ihrer Einwohnerzahl die meisten Männer in den Dienst der US-Army und US-Navy stellte, verglichen mit allen anderen Gemeinden im Bundesstaat Massachusetts. Das östliche Denkmal ist analog gestaltet und erinnert an 23 namentlich genannte Männer aus Gay Head, die im Ersten Weltkrieg dienten.

### Noncontributing Properties
Östlich des Gemeindezentrums befinden sich mit einem Bürogebäude der Stadtverwaltung und der Feuerwache zwei als sog. noncontributing properties – also als nicht zur Relevanz des Distrikts beitragend bewertete – Häuser. Das auf einem Betonfundament stehende Bürogebäude ist einstöckig, mit Holzschindeln verkleidet und verfügt über ein Giebeldach. Es wurde so entworfen, dass es das Aussehen des Gemeindezentrums aufgreift. Auf der Westseite befinden sich zwei jeweils mit einem Vestibül versehene Eingänge. Die Feuerwache wurde ebenfalls im Stil des Gemeindezentrums errichtet.